# Col de Portet-d'Aspet
El Col de Portet-d'Aspet (1069 m s. n. m.) es un puerto de montaña de Francia, situado en los Pirineos, en el departamento de Alto Garona (región de Mediodía-Pirineos). Se encuentra en la comuna de Portet-d'Aspet, en el macizo del Pic du Paloumère, y conecta los valles de Ger y Bouigane.

## Características
Empezando desde Audressein (Ariège), el ascenso tiene 18,14 km. Durante esta distancia, la subida es de 557 m. (un porcentaje medio del 3,1%). El ascenso se inicia propiamente en St. Lary a 5,9 km de la cumbre (6,8% de media), con las tramos más empinados de un 10,6%, cerca de la cumbre.
Empezando desde Aspet (Alto Garona), el ascenso es de 14,31 km. Durante esta distancia, la subida es de 594 m. (un porcentaje medio del 4,2%). El ascenso propiamente dicho comienza en el cruce D618/D44 (que también es el inicio de la subida al Col de Menté), a 4,4 km de la cumbre (9,6% de media), con varios tramos del 11%. La pendiente máxima es del 12,6% , a 3 km de la cumbre.

Panorama.

## Tour de Francia
El Col de Portet d'Aspet se ascendió por primera vez en el Tour de Francia en la edición de 1910, y ha aparecido regularmente desde entonces. El líder en la cumbre ese año fue Octave Lapize.
Desde 1947 se ha coronado 36 veces, con los siguientes resultados:
| Edición | Etapa | Categoría | Primero en la cima         |
| ------- | ----- | --------- | -------------------------- |
| 2024    | 15    | 1         | Tobias Halland Johannessen |
| 2021    | 16    | 2         | Patrick Konrad             |
| 2018    | 16    | 2         | Philippe Gilbert           |
| 2015    | 12    | 2         | Georg Preidler             |
| 2014    | 16    | 2         | Thomas Voeckler            |
| 2013    | 9     | 2         | Arnold Jeannesson          |
| 2011    | 14    | 2         | Mickaël Delage             |
| 2010    | 15    | 2         | Thomas Voeckler            |
| 2007    | 15    | 2         | Laurent Lefèvre            |
| 2005    | 15    | 2         | Erik Dekker                |
| 2004    | 13    | 2         | Sylvain Chavanel           |
| 2003    | 14    | 2         | Richard Virenque           |
| 2002    | 12    | 2         | Laurent Jalabert           |
| 2001    | 13    | 2         | Laurent Roux               |
| 1998    | 11    | 2         | Alberto Elli               |
| 1997    | 10    | 2         | Laurent Brochard           |
| 1995    | 15    | 2         | Richard Virenque           |
| 1988    | 15    | 2         | Steven Rooks               |
| 1984    | 11    | 1         | Theo de Rooij              |
| 1973    | 13    | 3         | Raymond Martin             |
| 1972    | 9     | 2         | Christian Raymond          |
| 1971    | 14    | 3         | José Manuel Fuente         |
| 1969    | 16    | 3         | Raymond Delisle            |
| 1967    | 16    | 3         | Fernando Manzaneque        |
| 1966    | 12    | 2         | Julio Jiménez              |
| 1965    | 10    | 2         | Julio Jiménez              |
| 1964    | 15    | 3         | Julio Jiménez              |
| 1963    | 12    | 2         | Federico Bahamontes        |
| 1962    | 14    | 2         | Federico Bahamontes        |
| 1960    | 12    | 2         | Joseph Planckaert          |
| 1958    | 15    | 2         | Federico Bahamontes        |
| 1957    | 17    | 3         | Michel Stolker             |
| 1956    | 13    | 2         | Charly Gaul                |
| 1951    | 15    | 3         | Gino Bartali               |
| 1947    | 14    | 2         | Albert Bourlon             |

### Tragedia en 1995

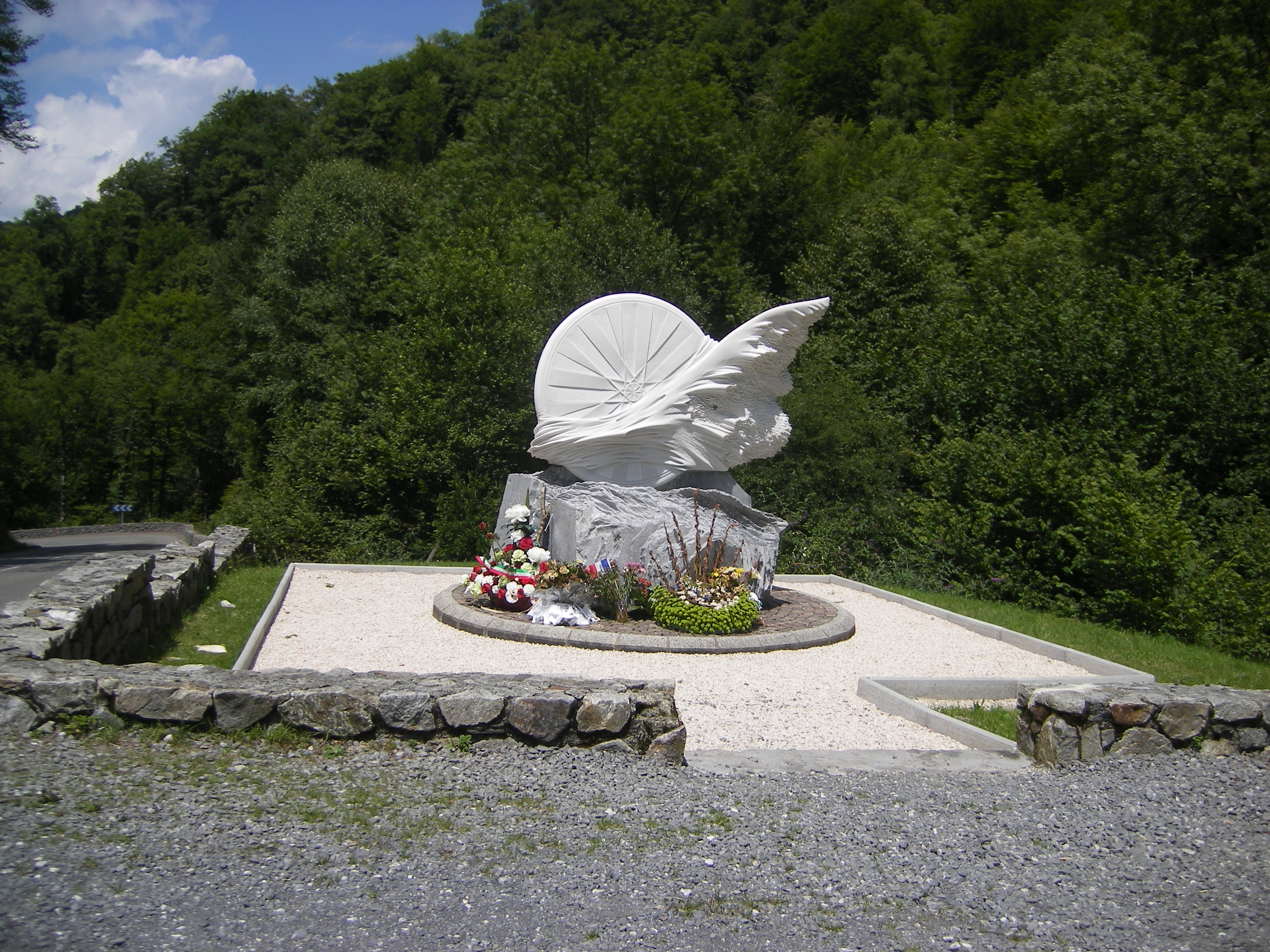
El monumento a Fabio Casartelli.

El 18 de julio, durante la disputa de la 15.ª etapa del Tour de 1995, el ciclista italiano Fabio Casartelli y algunos otros corredores se cayeron en el descenso del Portet d'Aspet. Casartelli se golpeó contra un muro, sufriendo graves lesiones en el rostro y la cabeza, y quedó inconsciente. Si bien pudo ser trasladado en helicóptero al hospital de Tarbes, dejó de respirar y, después de numerosos intentos de reanimación, se confirmó su fallecimiento.
La Société du Tour de Francia y el equipo Motorola colocaron un monumento de piedra dedicado a Fabio Casartelli en el lugar donde se estrelló.